# Barandooru, Bhadravati
Barandooru là một làng thuộc tehsil Bhadravati, huyện Shimoga, bang Karnataka, Ấn Độ.